# Podluhy
Podluhy (německy Podluch) jsou obec v okrese Beroun ve Středočeském kraji, asi 2 km jižně Hořovic. Žije zde 676 obyvatel.

## Historie
První písemná zmínka o obci pochází z roku 1331.

## Obecní správa

### Části obce
- Podluhy (k. ú. Podluhy a Podluhy v Brdech)

Součástí obce je také základní sídelní jednotka Podluhy v Brdech. K obci patří také Hrachoviště, Krejčovka, Na Hlíně a Noviny.
Sousedními obcemi sídla jsou Rpety, Felbabka, Hořovice a Hvozdec.
V souvislosti se zánikem vojenského újezdu Brdy bylo k 1. lednu 2016 k obci připojeno katastrální území Podluhy v Brdech, které vzniklo k 10. únoru 2014. Toto území má rozlohu 11,960 797 km² a jsou zde evidovány 2 budovy s adresami, 1 neobydlený byt a 1 obyvatel.

### Územněsprávní začlenění
Dějiny územněsprávního začleňování zahrnují období od roku 1850 do současnosti. V chronologickém přehledu je uvedena územně administrativní příslušnost obce v roce, kdy ke změně došlo:
- 1850 země česká, kraj Praha, politický i soudní okres Hořovice[6]
- 1855 země česká, kraj Praha, soudní okres Hořovice
- 1868 země česká, politický i soudní okres Hořovice
- 1939 země česká, Oberlandrat Plzeň, politický i soudní okres Hořovice[7]
- 1942 země česká, Oberlandrat Praha, politický okres Beroun, soudní okres Hořovice[8]
- 1945 země česká, správní i soudní okres Hořovice[9]
- 1949 Pražský kraj, okres Hořovice[10]
- 1960 Středočeský kraj, okres Beroun
- 2003 Středočeský kraj, okres Beroun, obec s rozšířenou působností Hořovice

## Společnost

### Rok 1932
Ve vsi Podluhy (920 obyvatel) byly v roce 1932 evidovány tyto živnosti a obchody: holič, 2 kapelníci, 2 hostince, konsum Včela, kovář, krejčí, obuvník, 2 obchody s lahvovým pivem, 2 obchody se smíšeným zbožím, 2 trafiky, 2 truhláři, velkostatkář Schaumburg.

## Doprava

### Dopravní síť
Do obce vede silnice III. třídy. Železniční trať ani stanice či zastávka na území obce nejsou.

### Autobusová doprava 2024
Autobusovou dopravu v obci Podluhy zajišťuje společnost Arriva Střední Čechy. Obec je součástí Pražské integrované dopravy (PID). V obci se nacházejí zastávky Podluhy a Podluhy,Na drahách. Obec obsluhuje autobusová linka 643 propojuje Křešín, Felbabku, Podluhy, Hořovice, Záluží, Újezd, Cerhovice a Třenice.

## Další fotografie

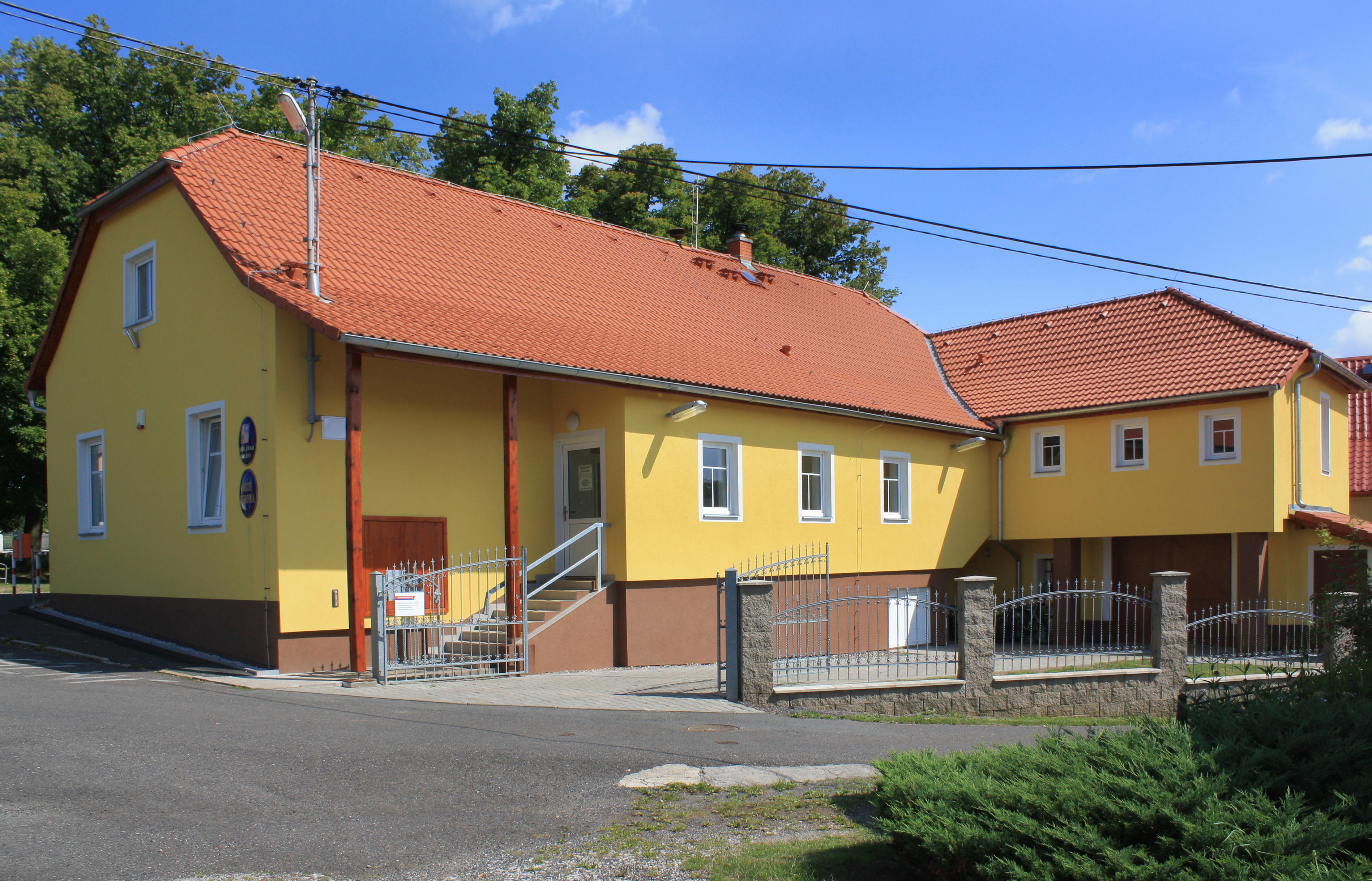
Obecní úřad
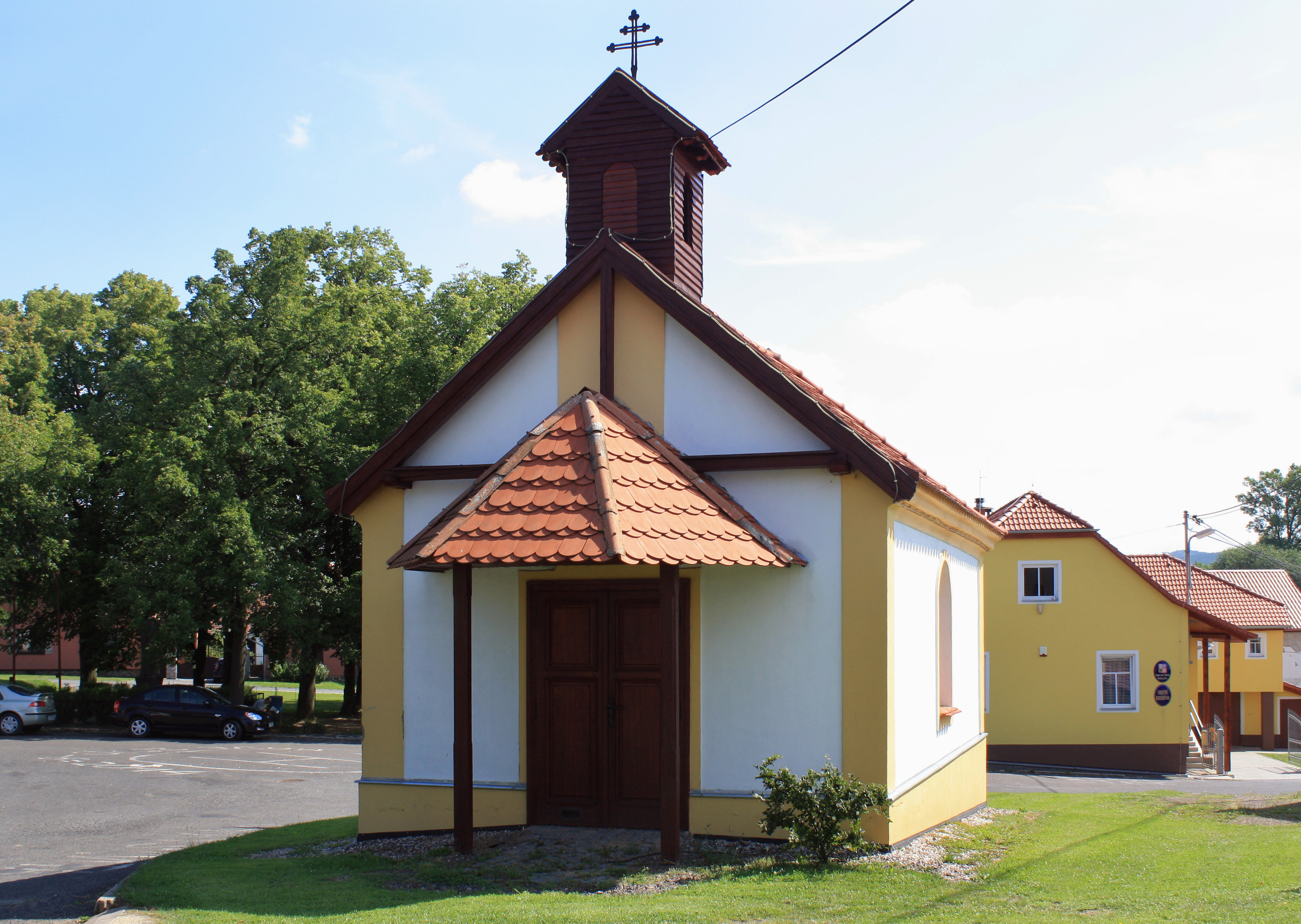
Kaple na návsi
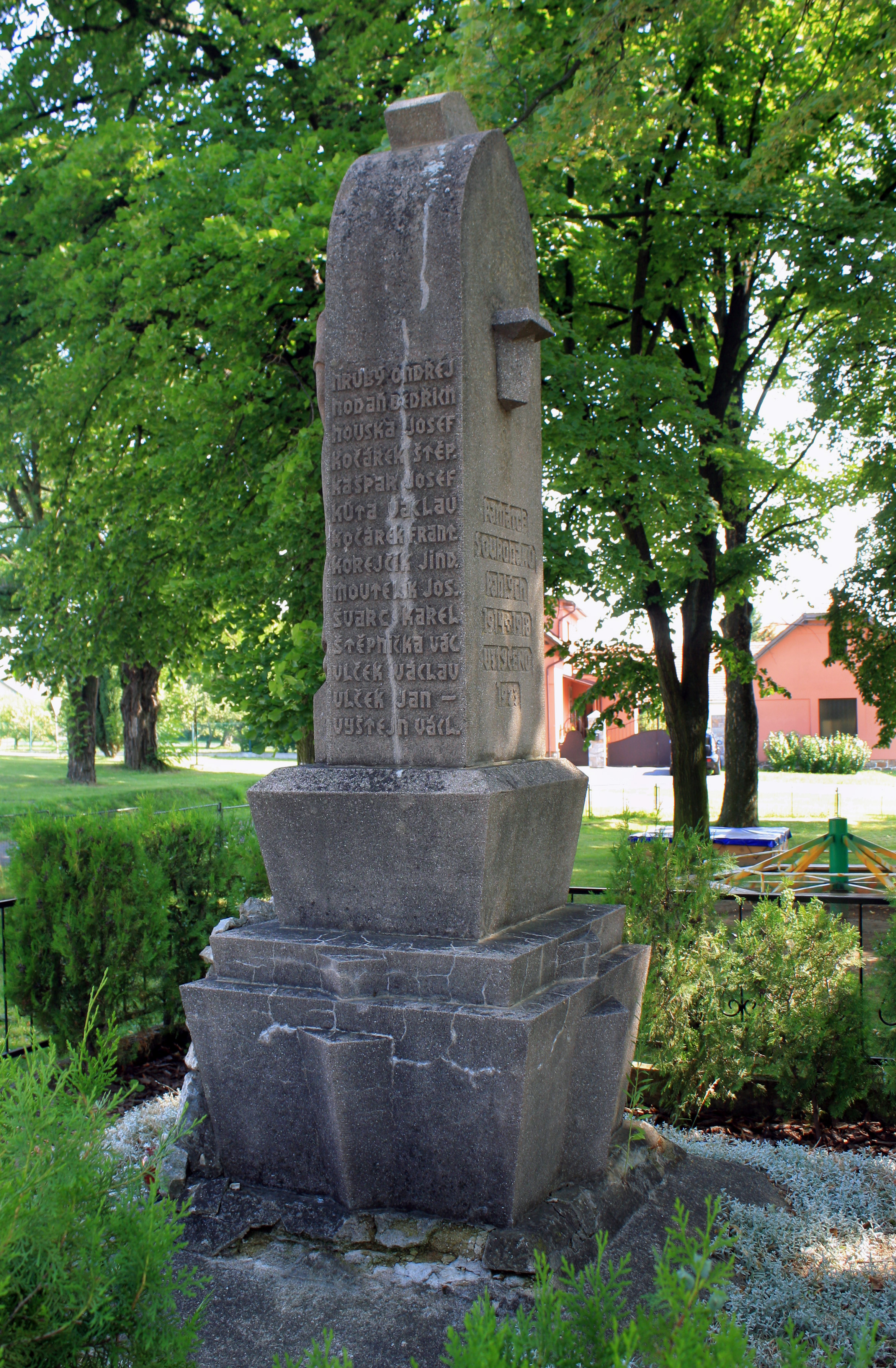
Památník obětem první světové války
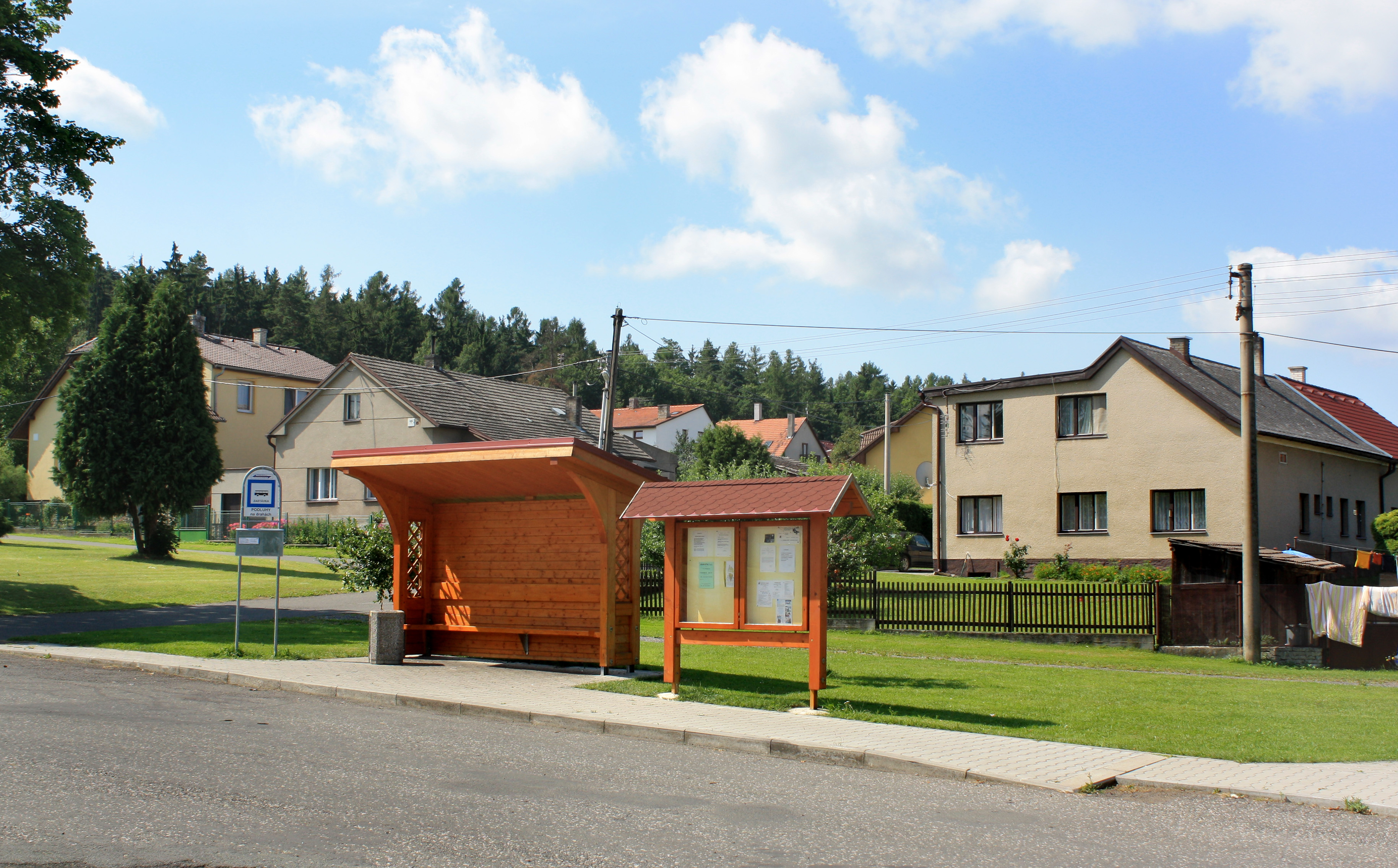
Konečná autobusů v jižní části obce